# Šolta (opčina)
Šolta (latinsky Solenta) je chorvatská opčina na stejnojmenném ostrově a okolních ostrůvcích v Jaderském moři poblíž Splitu. Náleží k Splitsko-dalmatské župě.
Má rozlohu 58,98 km² a žije v ní 1700 obyvatel. Skládá se z osmi sídel, z nichž je největší Grohote (425 obyvatel) a další jsou Donje Selo, Gornje Selo, Maslinica, Nečujam, Rogač, Srednje Selo a Stomorska.